# Ват Вангвивекарам
Вангвивекарам (тайск. วัดวังก์วิเวการาม, [Wạ:Wạng:K̒:wie:Kā:rāmː]; мон. ဘာဝင်္ကဝိဝေကာရာမ), Ват Храм Луанг По Уттама (тайск. วัดหลวงพ่ออุตตมะ; мон. ဘာကျာ်ဇၞော်အ္စာတၠဥတ္တမ) — буддийский монастырь в Таиланде, располагается в 6 километрах от города Сангкхлабури в провинции Канчанабури, недалеко от бирманско-тайской границы. На берегу реки расположен мраморная статуя Будды под названием «Луангпхо Кхао». В 1 км от храма находится Будда Гая Чеди с квадратным постаментом, в котором хранятся реликвии правого большого пальца Будды. Монастырь основан известным в Таиланде и Бирме монахом монского происхождения луангпхо Уттама (1910—2006). Архитектура храмового комплекса подражает строениям Бодх-Гаи.